# Los Molares
Los Molares er en by og kommune i det sydlige Spanien i provinsen Sevilla. Den har et indbyggertal på 3.636 (2024) indbyggere.